# 藤堂高興
藤堂 高興（とうどう たかおき）は、伊勢久居藩の第9代藩主。久居藩藤堂家9代。久居陣屋の主。

## 生涯

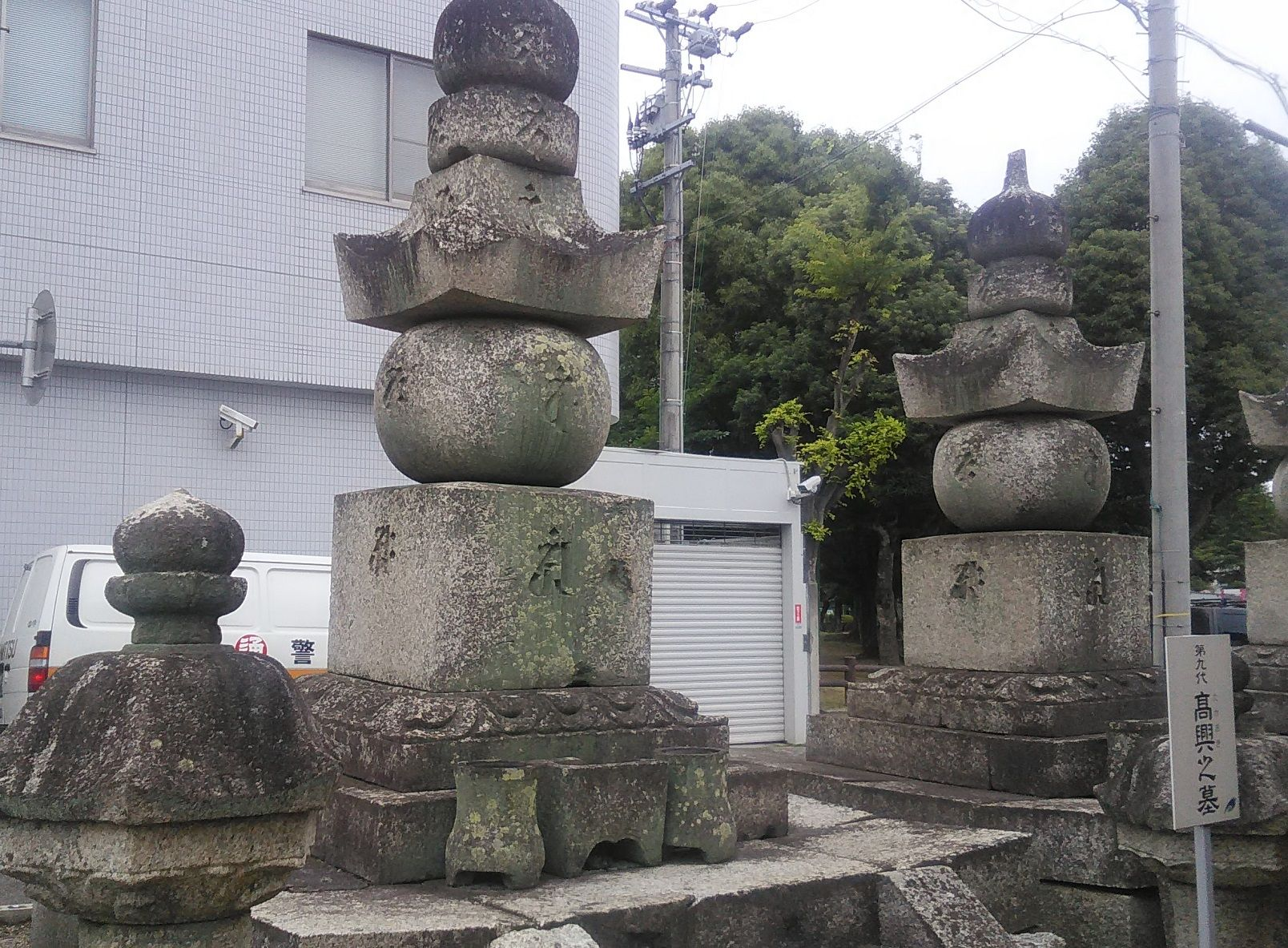
藤堂高興の墓(津市・寒松院)

宝暦6年（1756年）6月13日、伊勢津藩主・藤堂高豊の子として生まれる。初名は高行。安永4年（1775年）12月28日、兄で先代の藩主である高朶の養子となり、その隠居により跡を継いだ。桜田防火使に任じられる。藩政では藩士の生活改善に努めた。安永6年（1777年）3月12日、疱瘡のため22歳で死去した。未婚で実子がなく、一族から迎えた養嗣子の高衡が跡を継いだ。

## 系譜
父母
- 藤堂高豊（父）
- 小森氏 − 側室（母）

養子
- 藤堂高衡 − 藤堂高周の長男